# Gilsay
Gilsay (Schots-Gaelisch: Gilsaigh) is een eilandje in de Buiten-Hebriden.
Gilsay maakt deel uit van een mini-archipel in de Caolas na Hearadh, de zeestraat tussen Harris en North Uist, en bevindt zich op drie kilometer van de Rubha Reneis, de zuidtip van Harris. Het eiland ligt ten oosten van de veerverbinding
tussen deze eilanden. De buureilanden zijn in het westen Theisgeir, in het zuidwesten Groay, in het zuiden Lingay en in het noorden de rotsen Gumersam Mhòr, Gumersam Bheag en Dùn-àrn. Voorts liggen in het noorden nog een aantal naamloze rotsjes en het rotseilandje Langaigh. Op zijn breedst meet Gilsay, van noordwest naar zuidoost, één kilometer. Van noordoost naar zuidwest is het tweehonderdvijftig meter breed; het is een relatief smal eiland.
Gilsays kust bestaat uit kliffen, met in het noordwesten wat puin en kiezelstenen. Het hoogste punt, iets ten zuiden van het centrum, meet 28 meter.
Gilsay is onbewoond.